# Walter Borho
Walter Borho (* 27. Dezember 1945 in Hamburg) ist ein deutscher Mathematiker, der sich mit Algebra und Zahlentheorie beschäftigt.
Borho studierte von 1967 bis 1972 Physik und Mathematik an der Universität Hamburg, an der er 1973 bei Ernst Witt promoviert wurde (Wesentliche ganze Erweiterungen kommutativer Ringe). Danach war er fünf Jahre lang wissenschaftlicher Mitarbeiter und später Assistent an der Universität Bonn, an der er sich 1977 habilitierte und Privatdozent wurde. Er ist seit 1977 Professor an der Bergischen Universität Wuppertal. Rufe nach Hamburg und Wien lehnte er 1983 ab. Er war zu Forschungsaufenthalten unter anderem in den USA, Kanada, Japan, Italien, Frankreich, Großbritannien und Israel.
Borho befasst sich mit Darstellungstheorie, Lie-Algebren und Lie-Gruppen, algebraischen Gruppen, Ringtheorie und auch mit Zahlentheorie (Befreundete Zahlen) und Parkettierungen.
1986 war er Gastredner auf dem Internationalen Mathematikerkongress in Berkeley (Nilpotent orbits, primitive ideals and characteristic classes - a survey).

## Schriften
- mit Jean-Luc Brylinski, Robert MacPherson: Nilpotent orbits, primitive ideals and characteristic classes. A geometric perspective in ring theory (= Progress in Mathematics. 78). Birkhäuser, Boston MA u. a. 1989, ISBN 0-8176-3473-8.
- mit Klaus Bongartz, Detlef Mertens, Andreas Steins: Farbige Parkette. Mathematische Theorie und Ausführung auf dem Computer. Vier Aufsätze zur ebenen Kristallographie (= Mathematische Miniaturen. 4). Birkhäuser, Basel u. a. 1988, ISBN 3-7643-2223-3.
- mit Jens Carsten Jantzen, Hanspeter Kraft, Jürgen Rohlfs, Don Zagier: Lebendige Zahlen. 5 Exkursionen (= Mathematische Miniaturen. 1). Birkhäuser, Basel u. a. 1981, ISBN 3-7643-1203-3 (darin, von Borho, S. 5–38: Befreundete Zahlen. Ein zweitausend Jahre altes Thema der elementaren Zahlentheorie. doi:10.1007/978-3-0348-5407-8_2).
- mit Peter Gabriel, Rudolf Rentschler: Primideale in Einhüllenden auflösbarer Lie-Algebren. (Beschreibung durch Bahnenräume) (= Lecture Notes in Mathematics. 357). Springer, Berlin u. a. 1973, ISBN 3-540-06561-X.